# Festsetzungserlass
Festsetzungserlass bzw. Festschreibungserlass bezeichnet eine Verfügung, die das Reichssicherheitshauptamt (RSHA) auf Anweisung Heinrich Himmlers am 17. Oktober 1939 in einem Schnellbrief an die Kriminalpolizeileitstellen im Deutschen Reich versandte, um „binnen kurzem im gesamten Reichsgebiet die Zigeunerfrage im Reichsmaßstab grundsätzlich“ zu regeln. Die „später festzunehmenden Zigeuner“ seien „bis zu ihrem endgültigen Abtransport in besonderen Sammellagern“ zu internieren.

## Befohlene Maßnahmen
1. Die Ortspolizeibehörden und die Gendarmerie wurden angewiesen, sämtlichen in ihrem Bereich sich aufhaltenden „Zigeunern“ und „Zigeunermischlingen“ (nach „Zigeunerart umherziehende Landfahrer“ wurden nicht erwähnt) die Auflage zu erteilen, von sofort an ihren Wohnsitz oder Aufenthaltsort nicht mehr zu verlassen. Für die Zuwiderhandlung wurde die Einweisung in ein Konzentrationslager angedroht. Rechtsgrundlage dafür war der Erlass des Reichsministers des Inneren vom 14. Dezember 1937 – Pol.S-Kr. 2 Nr. 1682/37-2098 gemäß AII 1 e (unveröffentlicht) zur „Vorbeugenden Verbrechensbekämpfung“.[1]
2. Als Fahndungstage für die familienweise Erfassung und Zählung wurden der 25., 26. und 27. Oktober 1939 festgelegt. Für die Erfassung und Zählung waren die Ortspolizeibehörden und die Gendarmerie zuständig.
3. Die Ergebnisse mussten von den Ortspolizeibehörden und der Gendarmerie listenmäßig den Kriminalpolizeistellen gemeldet werden.
4. Die Umsetzung der Maßnahmen sollte von allen beteiligten Behörden und Dienststellen als „Sofortsache“ behandelt werden. Dabei sollten anstehende Arbeiten zurückgestellt und die Erfassungsarbeiten in kürzester Zeit erledigt werden.

Die eingegangenen Meldungen wurden vom Reichskriminalpolizeiamt (RKPA) in Abstimmung mit dem Reichsgesundheitsamt überprüft, und die daraus resultierenden Festnahmen wurden in jedem Einzelfall angeordnet. Für die Sinti und Roma, die sich diesen Maßnahmen entzogen haben, wurde vom Reichskriminalpolizeiamt eine besondere Fahndungsliste herausgegeben.
In der Folge wurden nicht wenige Familien auf der Reise festgesetzt. In ihren Wagen waren sie nur sehr unzureichend gegen die winterlichen Wetterverhältnisse geschützt. Manche entzogen sich daher der Festsetzung und versuchten, bei Verwandten unterzukommen oder an ihren Heimatort zurückzukehren. Einzelne verstanden den „Festsetzungserlass“ als Hinweis auf eine Verschärfung der Verfolgung und flüchteten ins Ausland.